# Ducula tihonireasini
Ducula tihonireasini (пінон таравайський) — вимерлий вид голубоподібних птахів родини голубових (Columbidae). Був описаний у 2018 році за викопними рештками, знайденими під час археологічних досліджень на Тараваї, другому за розмірами острові в архіпелазі Гамб'є у Французькій Полінезії. Імовірно, цей вид був ендеміком архіпегага. Викопні рештки птаха датуються періодом між 950 і 1350 роками, однак згадки про "лісового голуба", про якого згадували деякі мандрівники у 1832 і 1844 роках дозволяють припустити, що вид міг дожити до історичних часів.